# Emil Baehrens
Paul Heinrich Emil Baehrens, född den 24 september 1848 i Bayenthal nära Köln, död den 26 september 1888 i Groningen, var en tysk klassisk filolog. Han var far till Wilhelm Baehrens, som också han blev klassisk filolog.
Baehrens studerade vid universitetet i Bonn. Till hans lärare där hörde Jacob Bernays, Franz Bücheler, Friedrich Heimsoeth, August Reifferscheid, Franz Ritter och Anton Springer. Störst inflytande på Baehrens hade Lucian Müller, Otto Jahn och Hermann Usener. År 1870 promoverades han och därefter tillbragte han några terminer vid universitetet i Leipzig under Friedrich Ritschl. Efter avslutade studier blev han privatdocent vid Jena 1873. År 1877 blev han utnämnd till ordinarie professor vid universitetet i Groningen. Han publicerade utgåvor av många latinska författare, bland andra Catullus, Gaius Valerius Flaccus, Publius Papinius Statius, Tibullus, Sextus Propertius, Horatius, Tacitus och Minucius Felix samt Poetae latini minores.